# Ricky Council
Ricky Nickardo Council IV (Durham, 3 agosto 2001) è un cestista statunitense, professionista nella NBA con i Brooklyn Nets.

## Carriera
Dopo aver trascorso due stagioni con i WSU Shockers e una con gli Arkansas Razorbacks, nel 2023 si dichiara per il Draft NBA, non venendo tuttavia scelto. Il 1º luglio viene firmato con un two-way contract dai Philadelphia 76ers.

## Statistiche

### College
| Anno      | Squadra         | PG | PT | MP   | TC%  | 3P%  | TL%  | RP  | AP  | PRP | SP  | PP   |
| --------- | --------------- | -- | -- | ---- | ---- | ---- | ---- | --- | --- | --- | --- | ---- |
| 2020-2021 | WSU Shockers    | 21 | 1  | 15,6 | 42,1 | 44,4 | 63,6 | 3,4 | 1,0 | 0,3 | 0,1 | 7,1  |
| 2021-2022 | WSU Shockers    | 28 | 7  | 26,6 | 43,7 | 30,6 | 84,9 | 5,4 | 1,6 | 1,1 | 0,5 | 12,0 |
| 2022-2023 | Ark. Razorbacks | 36 | 29 | 34,1 | 43,3 | 27,0 | 79,4 | 3,6 | 2,3 | 1,1 | 0,3 | 16,1 |
| Carriera  | Carriera        | 85 | 37 | 27,1 | 43,2 | 30,3 | 78,6 | 4,2 | 1,7 | 0,9 | 0,3 | 12,5 |

### NBA

#### Regular Season
| Anno      | Squadra            | PG  | PT | MP   | TC%  | 3P%  | TL%  | RP  | AP  | PRP | SP  | PP  |
| --------- | ------------------ | --- | -- | ---- | ---- | ---- | ---- | --- | --- | --- | --- | --- |
| 2023-2024 | Philadelphia 76ers | 32  | 0  | 9,0  | 48,2 | 37,5 | 74,6 | 1,4 | 0,5 | 0,3 | 0,0 | 5,4 |
| 2024-2025 | Philadelphia 76ers | 73  | 12 | 17,1 | 38,2 | 25,8 | 80,4 | 2,9 | 1,3 | 0,4 | 0,2 | 7,3 |
| Carriera  | Carriera           | 105 | 12 | 14,7 | 40,2 | 27,3 | 78,6 | 2,5 | 1,1 | 0,4 | 0,1 | 6,7 |

### G League
| Anno      | Squadra         | PG | PT | MP   | TC%  | 3P%  | TL%  | RP  | AP  | PRP | SP  | PP   |
| --------- | --------------- | -- | -- | ---- | ---- | ---- | ---- | --- | --- | --- | --- | ---- |
| 2023-2024 | Del. Blue Coats | 27 | 27 | 34,2 | 47,3 | 38,0 | 77,5 | 5,3 | 1,9 | 0,9 | 0,7 | 23,8 |
| 2024-2025 | Del. Blue Coats | 2  | 2  | 37,6 | 47,8 | 38,9 | 84,6 | 7,0 | 2,0 | 1,0 | 0,5 | 34,5 |
| Carriera  | Carriera        | 29 | 29 | 34,5 | 47,4 | 38,1 | 78,2 | 5,5 | 1,9 | 0,9 | 0,7 | 24,5 |